# Redykolka
Redykołka est un fromage produit dans la région polonaise de Podhale. Le fromage est fabriqué à partir des résidus de la production d'un autre fromage de la région, l'oscypek, et est souvent connu comme le « petite frère » de celui-ci. Leur ressemblance est telle qu'il arrive qu'ils soient confondus. 
Son nom est dérivé de redykanie, un terme local utilisé pour décrire le moment où les troupeaux reviennent des montagnes. Le redykołka aurait été introduit par des bergers valaques en 1748, lorsqu'ils faisaient paître leurs moutons dans les clairières des régions frontalières tchèques et slovaques.

## Description
C'est un fromage à base de lait de brebis cru. Du lait de vache rouge de Pologne peut-y être ajouté à 40% du poids total.
Le redykołka se présente souvent sous forme d'animaux, de cœurs, ou de couronnes décoratives. Son poids ne dépasse pas les 300 g.

## Fabrication
Dans un premier moment, le lait cru est mis à mûrir à froid pour augmenter son acidité. Lait aigre et lait frais sont mélangés dans une marmite en cuivre et chauffés jusqu'à environ 40° C. La présure est ajoutée au lait et laissée coaguler. Le caillé est ensuite coupé et brisé en petits morceaux à l'aide d'une spatule en bois (ferula). Jusqu'à 50 % du petit-lait est égoutté et la masse de fromage est pilée et divisée à la main en boules. Celles-ci sont étuvées et malaxées plusieurs fois. Le fromage est ensuite moulé dans sa forme finale et trempé dans une saumure pendant 24 heures. Ensuite, le fromage est séché de 12 à 24 heures et puis fumé à froid durant 3 à 7 jours. 